# Нишавец
Нишавец или Нижавец (на албански: Nishavec, понякога Nizhavec) е село в Албания, в община Поградец, област Корча.

## География
Селото е разположено южно от Охридското езеро, до границата със Северна Македония, на около 6 km южно от Чърава (Чернево). Селото се намира на 844 m надморска височина.

## История
До 2015 година селото е част от община Чърава.